# Жан-Марк Гаяр
Жан-Марк Гаяр (фр. Jean-Marc Gaillard, 7 жовтня 1980) — французький лижник, олімпійський медаліст.
Бронзову олімпійську медаль Гаяр виборов разом із товаришами зі збірної Франції в естафеті 4х10 км на Іграх 2014 року в Сочі. Такого ж успіху він досяг із збірною Франції у 2018 році на Пхьончханській олімпіаді.

## Зовнішні посилання
- Досьє на сайті FIS [Архівовано 19 лютого 2014 у Wayback Machine.]